# Eudorella pacifica
Eudorella pacifica är en kräftdjursart som beskrevs av Hart 1930. Eudorella pacifica ingår i släktet Eudorella och familjen Leuconidae. Inga underarter finns listade i Catalogue of Life.